# Катастрофа Ан-26 под Ляхово
Катастрофа Ан-26 под Ляхово — авиационная катастрофа, произошедшая 13 июля 1994 года. Самолёт Ан-26, принадлежащий ВВС России, был угнан военным инженером с авиабазы Кубинка, и выработав всё топливо, он разбился близ села Ляхово в Московской области. Пилот погиб.

## Угонщик
Угонщиком оказался старший борттехник-инструктор Алексей Топал. Известно, что он хотел покончить жизнь самоубийством из-за семейных проблем.

## Хронология событий
Около 16:30 старший борттехник-инструктор Алексей Топал произвел несанкционированный взлёт на находившемся на аэродроме транспортном самолёте Антонов Ан-26. Самолёт выполнял полёт в районе аэродрома с переменными курсами, на высоте от 100 до 600 м. Выйдя на связь с КДП, борттехник объявил о намерении покончить жизнь самоубийством из-за семейных проблем. На уговоры произвести посадку он отвечал отказом. Самолёт находился в воздухе более 4 часов. В 20:46 он, выработав топливо, потерял высоту и столкнулся с землей в 5 км от села Ляхово, и в 12 км юго-западнее торца ВПП.